# Persone di nome Ryan
| Questa pagina contiene informazioni ricavate automaticamente dalle voci biografiche con l'ausilio del template Bio e di un bot. L'aggiornamento è periodico e automatico e ricostruisce completamente la pagina. Se manca una persona in questa lista, sei pregato di non aggiungerla, ma accertati piuttosto che la sua voce biografica contenga il template Bio e che i dati anagrafici siano correttamente compilati. Se il template Bio manca, inseriscilo tu stesso o, in alternativa, metti l'avviso {{tmp\|Bio}} che ne segnala la mancanza. Se i dati riportati sono sbagliati, correggi direttamente la voce biografica; le modifiche saranno visibili in questa lista entro pochi giorni. Per chiarimenti vedi il progetto antroponimi. La lista contiene solo le 382 persone che sono citate nell'enciclopedia e per le quali è stato implementato correttamente il template Bio. Pagina aggiornata al 16 ott 2024. |

Questa è una lista di persone presenti nell'enciclopedia che hanno il prenome Ryan, suddivise per attività principale.

## Allenatori di calcio(4)
- Ryan Casciaro, allenatore di calcio e ex calciatore gibilterriano (Gibilterra, n. 1984)
- Ryan Mason, allenatore di calcio e ex calciatore inglese (Enfield, n. 1991)
- Ryan Nelsen, allenatore di calcio e ex calciatore neozelandese (Christchurch, n. 1977)
- Ryan Shawcross, allenatore di calcio e ex calciatore inglese (Chester, n. 1987)

## Allenatori di football americano(1)
- Ryan Grubb, allenatore di football americano statunitense (Kingsley, n. 1976)

## Allenatori di hockey su ghiaccio(1)
- Ryan Kinasewich, allenatore di hockey su ghiaccio e ex hockeista su ghiaccio canadese (Saint Albert, n. 1983)

## Allenatori di pallacanestro(3)
- Ryan Gomes, allenatore di pallacanestro e ex cestista statunitense (Waterbury, n. 1982)
- Archie Miller, allenatore di pallacanestro e ex cestista statunitense (Beaver Falls, n. 1978)
- Ryan Saunders, allenatore di pallacanestro statunitense (Medina, n. 1986)

## Altisti(1)
- Ryan Ingraham, altista bahamense (Nassau, n. 1993)

## Arcieri(1)
- Ryan Tyack, arciere australiano (n. 1991)

## Arcivescovi cattolici(1)
- Ryan Pagente Jimenez, arcivescovo cattolico filippino (Dumaguete, n. 1971)

## Artisti(1)
- Ryan Jude Novelline, artista e stilista statunitense (Lexington, n. 1990)

## Artisti marziali misti(2)
- Ryan Bader, artista marziale misto statunitense (Reno, n. 1983)
- Ryan LaFlare, artista marziale misto statunitense (Lindenhurst, n. 1983)

## Astronomi(1)
- Ryan M. Williams, astronomo statunitense

## Attori(36)
- Ryan Allen, attore canadese (Toronto, n. 1990)
- Ryan Carnes, attore statunitense (Pittsfield, n. 1982)
- Ryan Cartwright, attore britannico (Birmingham, n. 1981)
- Ryan Cooley, attore canadese (Orangeville, n. 1988)
- Ryan Corr, attore australiano (Melbourne, n. 1989)
- Ryan Donowho, attore e musicista statunitense (Houston, n. 1980)
- Ryan Drummond, attore, comico e cantante statunitense (n. 1973)
- Ryan Eggold, attore statunitense (Lakewood, n. 1984)
- Ryan Gage, attore britannico (Londra, n. 1983)
- Ryan Gosling, attore, produttore cinematografico e cantante canadese (London, n. 1980)
- Ryan Grantham, attore e assassino canadese (Columbia Britannica, n. 1998)
- Ryan Guzman, attore e modello statunitense (Abilene, n. 1987)
- Ryan Hansen, attore statunitense (San Diego, n. 1981)
- Ryan Hurst, attore statunitense (Santa Monica, n. 1976)
- Ryan Kelley, attore statunitense (Glen Ellyn, n. 1986)
- Ryan Kwanten, attore australiano (Sydney, n. 1976)
- Ryan Lane, attore statunitense (Fullerton, n. 1987)
- Ryan Lee, attore statunitense (Austin, n. 1996)
- Ryan McCartan, attore e cantante statunitense (Minnesota, n. 1993)
- Ryan McCluskey, attore statunitense
- Ryan McGinnis, attore e ballerino statunitense (Dallas, n. 1993)
- Ryan McPartlin, attore statunitense (Chicago, n. 1975)
- Ryan Merriman, attore statunitense (Choctaw, n. 1983)
- Ryan O'Connell, attore, sceneggiatore e comico statunitense (n. 1986)
- Ryan O'Donohue, attore e doppiatore statunitense (Pomona, n. 1984)
- Ryan Ochoa, attore statunitense (San Diego, n. 1996)
- Ryan Paevey, attore statunitense (Torrance, n. 1984)
- Ryan Pinkston, attore statunitense (Silver Spring, n. 1988)
- Ryan Potter, attore e doppiatore statunitense (Portland, n. 1995)
- Ryan Reynolds, attore e produttore cinematografico canadese (Vancouver, n. 1976)
- Ryan Robbins, attore canadese (Victoria, n. 1972)
- Ryan Silverman, attore canadese (n. 1978)
- Ryan Steele, attore e ballerino statunitense (Walled Lake, n. 1990)
- Ryan Stiles, attore, comico e doppiatore statunitense (Seattle, n. 1959)
- Ryan Jamaal Swain, attore e ballerino statunitense (Orlando, n. 1994)
- Ryan Sypek, attore statunitense (Boston, n. 1982)

## Attrici(3)
- Ryan Michelle Bathe, attrice statunitense (Saint Louis, n. 1976)
- Ryan Newman, attrice, doppiatrice e cantante statunitense (Manhattan Beach, n. 1998)
- Ryan Simpkins, attrice statunitense (New York, n. 1998)

## Attrici pornografiche(1)
- Ryan Conner, attrice pornografica statunitense (Santa Ana, n. 1971)

## Autori di giochi(1)
- Ryan Dancey, autore di giochi e imprenditore statunitense (Seattle, n. 1968)

## Bassisti(2)
- Ryan Martinie, bassista statunitense (Peoria, n. 1975)
- Ryan Sinn, bassista statunitense (Fremont, n. 1979)

## Batteristi(1)
- Ryan Dusick, batterista statunitense (Los Angeles, n. 1977)

## Bobbisti(1)
- Ryan Sommer, bobbista e ex discobolo canadese (n. 1993)

## Canoisti(1)
- Ryan Westley, canoista britannico (Exeter, n. 1993)

## Cantanti(7)
- Ryan Cabrera, cantante e musicista statunitense (Dallas, n. 1982)
- Ryan Dolan, cantante britannico (Strabane, n. 1985)
- Ryan McCombs, cantante statunitense (Muncie, n. 1974)
- Ryan O'Donnell, cantante e attore inglese (Halifax, n. 1982)
- Ryan O'Shaughnessy, cantante e attore irlandese (Skerries, n. 1992)
- Ryan Ross, cantante, chitarrista e compositore statunitense (Las Vegas, n. 1986)
- Skylar Spence, cantante, disc jockey e produttore discografico statunitense (Baltimora, n. 1993)

## Cantautori(6)
- Ryan Adams, cantautore e chitarrista statunitense (Jacksonville, n. 1974)
- Ryan Beatty, cantautore statunitense (Clovis, n. 1995)
- Ryan Bingham, cantautore e attore statunitense (Hobbs, n. 1981)
- Ryan Hurd, cantautore statunitense (Kalamazoo, n. 1986)
- Ryan Star, cantautore e musicista statunitense (Long Island, n. 1978)
- Ryan Tedder, cantautore, polistrumentista e produttore discografico statunitense (Tulsa, n. 1979)

## Cantautrici(1)
- Ryan Destiny, cantautrice, attrice e ballerina statunitense (Detroit, n. 1995)

## Cestisti(44)
- Ryan Amoroso, ex cestista statunitense (Burnsville, n. 1985)
- Ryan Anderson, ex cestista statunitense (Sacramento, n. 1988)
- Ryan Anderson, ex cestista statunitense (Long Beach, n. 1992)
- Ryan Arcidiacono, cestista statunitense (Filadelfia, n. 1994)
- Ryan Ayers, ex cestista statunitense (Columbus, n. 1986)
- Ryan Bell, ex cestista canadese (Orleans, n. 1984)
- Ryan Boatright, cestista statunitense (Aurora, n. 1992)
- Ryan Bowen, ex cestista e allenatore di pallacanestro statunitense (Fort Madison, n. 1975)
- Ryan Broekhoff, ex cestista australiano (Frankston, n. 1990)
- Ryan Brooks, ex cestista statunitense (New Orleans, n. 1988)
- Ryan Bucci, ex cestista statunitense (Smithtown, n. 1981)
- Ryan Carroll, ex cestista statunitense (Tyler, n. 1979)
- Ryan Evans, cestista statunitense (Chicago, n. 1990)
- Ryan Forehan-Kelly, ex cestista e allenatore di pallacanestro statunitense (Long Beach, n. 1980)
- Ryan Harrow, cestista statunitense (Fort Lauderdale, n. 1991)
- Ryan Hawkins, cestista statunitense (Atlantic, n. 1997)
- Ryan Hollins, ex cestista statunitense (Pasadena, n. 1984)
- Ryan Hoover, ex cestista statunitense (Peoria, n. 1974)
- Ryan Humphrey, ex cestista statunitense (Tulsa, n. 1979)
- Nick Jones, ex cestista statunitense (Portland, n. 1945)
- Ryan Kalkbrenner, cestista statunitense (Saint Louis, n. 2002)
- Ryan Kelly, cestista statunitense (Carmel, n. 1991)
- Ryan Lorthridge, ex cestista statunitense (Nashville, n. 1972)
- Ryan Luther, cestista statunitense (Gibsonia, n. 1995)
- Ryan Martin, cestista giamaicano (Spanish Town, n. 1991)
- Ryan McCormack, ex cestista statunitense (New York, n. 1979)
- Ryan Minor, cestista, giocatore di baseball e allenatore di baseball statunitense (Canton, n. 1974 - † 2023)
- Ryan Nembhard, cestista canadese (Aurora, n. 2003)
- Ryan Olander, ex cestista e allenatore di pallacanestro statunitense (Mansfield, n. 1990)
- Ryan Pearson, cestista statunitense (Queens, n. 1990)
- Ryan Pettinella, ex cestista statunitense (Rochester, n. 1984)
- Ryan Randle, ex cestista statunitense (Duncanville, n. 1981)
- Ryan Reid, ex cestista statunitense (Lauderdale Lakes, n. 1986)
- Ryan Richards, cestista britannico (Sittingbourne, n. 1991)
- Ryan Robertson, ex cestista statunitense (Lawton, n. 1976)
- Ryan Rollins, cestista statunitense (Detroit, n. 2002)
- Ryan Rossiter, cestista statunitense (Richmond, n. 1989)
- Ryan Stack, ex cestista statunitense (Nashville, n. 1975)
- Ryan Taylor, cestista statunitense (Gary, n. 1995)
- Ryan Thompson, ex cestista statunitense (Mount Laurel, n. 1988)
- Ryan Toolson, ex cestista statunitense (Gilbert, n. 1985)
- Ryan Wittman, ex cestista statunitense (Atlanta, n. 1987)
- Ryan Woolridge, cestista statunitense (Mansfield, n. 1996)
- Ryan Wright, cestista canadese (Toronto, n. 1987)

## Chitarristi(3)
- Ryan Griffiths, chitarrista australiano (Sydney, n. 1978)
- Ryan Peake, chitarrista, pianista e cantante canadese (Brooks, n. 1973)
- Ryan Roxie, chitarrista e cantautore statunitense (Sacramento, n. 1965)

## Ciclisti su strada(4)
- Ryan Christensen, ciclista su strada neozelandese (Hamilton, n. 1996)
- Ryan Cox, ciclista su strada sudafricano (Johannesburg, n. 1979 - Johannesburg, † 2007)
- Ryan Gibbons, ciclista su strada sudafricano (Johannesburg, n. 1994)
- Ryan Mullen, ciclista su strada e pistard irlandese (Birkenhead, n. 1994)

## Ciclocrossisti(1)
- Ryan Kamp, ciclocrossista e ciclista su strada olandese (Breda, n. 2000)

## Compositori(2)
- Ryan Farish, compositore statunitense
- Ryan Shore, compositore canadese (Toronto, n. 1974)

## Conduttori televisivi(1)
- Ryan Seacrest, conduttore televisivo e produttore televisivo statunitense (Dunwoody, n. 1974)

## Designer(1)
- Ryan Church, designer statunitense (Long Beach, n. 1971)

## Diplomatici(1)
- Ryan Crocker, diplomatico statunitense (Spokane, n. 1949)

## Dirigenti sportivi(1)
- Ryan Giggs, dirigente sportivo, allenatore di calcio e ex calciatore gallese (Cardiff, n. 1973)

## Disc jockey(1)
- Kaskade, disc jockey e produttore discografico statunitense (Evanston, n. 1971)

## Fotografi(1)
- Ryan McGinley, fotografo statunitense (Ramsey, n. 1977)

## Fumettisti(1)
- Ryan Ottley, fumettista statunitense

## Giocatori di baseball(6)
- Ryan Brasier, giocatore di baseball statunitense (Wichita Falls, n. 1987)
- Ryan Braun, ex giocatore di baseball statunitense (Mission Hills, n. 1983)
- Scooter Gennett, giocatore di baseball statunitense (Cincinnati, n. 1990)
- Ryan Howard, ex giocatore di baseball e attore statunitense (Saint Louis, n. 1979)
- Ryan Reid, giocatore di baseball statunitense (Portland, n. 1985)
- Ryan Zimmerman, ex giocatore di baseball statunitense (Washington, n. 1984)

## Giocatori di curling(1)
- Ryan Harnden, giocatore di curling canadese (Sault Sainte Marie, n. 1986)

## Giocatori di poker(1)
- Ryan Riess, giocatore di poker statunitense (East Lansing, n. 1990)

## Giocatori di snooker(1)
- Ryan Day, giocatore di snooker gallese (Bridgend, n. 1980)

## Hockeisti su ghiaccio(18)
- Ryan Callahan, hockeista su ghiaccio statunitense (Rochester, n. 1985)
- Ryan Carter, ex hockeista su ghiaccio statunitense (White Bear Lake, n. 1983)
- Ryan Dingle, hockeista su ghiaccio statunitense (Steamboat Springs, n. 1984)
- Ryan Ellis, hockeista su ghiaccio canadese (n. 1991)
- Ryan Gardner, ex hockeista su ghiaccio canadese (Toronto, n. 1978)
- Ryan Getzlaf, hockeista su ghiaccio canadese (Regina, n. 1985)
- Ryan Jardine, ex hockeista su ghiaccio canadese (Ottawa, n. 1980)
- Ryan Kesler, hockeista su ghiaccio statunitense (Livonia, n. 1984)
- Ryan Lang, ex hockeista su ghiaccio canadese (Regina, n. 1980)
- Ryan Malone, hockeista su ghiaccio statunitense (Pittsburgh, n. 1979)
- Ryan Miller, hockeista su ghiaccio statunitense (East Lansing, n. 1980)
- Ryan Murray, hockeista su ghiaccio canadese (White City, n. 1993)
- Ryan Nugent-Hopkins, hockeista su ghiaccio canadese (Burnaby, n. 1993)
- Ryan O'Reilly, hockeista su ghiaccio canadese (Clinton, n. 1991)
- Ryan Shannon, ex hockeista su ghiaccio statunitense (Darien, n. 1983)
- Ryan Smyth, ex hockeista su ghiaccio canadese (Banff, n. 1976)
- Ryan Suter, hockeista su ghiaccio statunitense (Madison, n. 1985)
- Ryan Whitney, ex hockeista su ghiaccio statunitense (Scituate, n. 1983)

## Imprenditori(1)
- Ryan Streeter, imprenditore, docente e scrittore statunitense (n. 1969)

## Maratoneti(1)
- Ryan Hall, maratoneta e mezzofondista statunitense (Big Bear Lake, n. 1982)

## Montatrici(1)
- Ryan Case, montatrice statunitense (Lynchburg, n. 1980)

## Musicisti(1)
- Ryan Mendez, musicista statunitense (Detroit, n. 1980)

## Nuotatori(8)
- Ryan Berube, ex nuotatore statunitense (Tequesta, n. 1973)
- Ryan Cochrane, ex nuotatore canadese (Victoria, n. 1988)
- Ryan Coetzee, nuotatore sudafricano (Phalaborwa, n. 1995)
- Ryan Held, nuotatore statunitense (Springfield, n. 1995)
- Ryan Lochte, nuotatore statunitense (Rochester, n. 1984)
- Ryan Mitchell, ex nuotatore australiano (Port Augusta, n. 1977)
- Ryan Murphy, nuotatore statunitense (Jacksonville, n. 1995)
- Ryan Pini, nuotatore papuano (Port Moresby, n. 1981)

## Ostacolisti(2)
- Ryan Brathwaite, ostacolista barbadiano (Bridgetown, n. 1988)
- Ryan Wilson, ostacolista statunitense (Columbus, n. 1980)

## Pallanuotisti(1)
- Ryan Bailey, pallanuotista statunitense (Long Beach, n. 1975)

## Pallavolisti(5)
- Ryan Mather, pallavolista statunitense (Redondo Beach, n. 1993)
- Ryan Meehan, pallavolista statunitense (Dana Point, n. 1989)
- Ryan Millar, ex pallavolista statunitense (San Dimas, n. 1978)
- Ryan Sclater, pallavolista canadese (New Westminster, n. 1994)
- Ryan Thompson, pallavolista statunitense (Newport Beach, n. 1990)

## Personaggi televisivi(1)
- Ryan Dunn, personaggio televisivo statunitense (Medina, n. 1977 - West Goshen Township, † 2011)

## Pesisti(2)
- Ryan Crouser, pesista statunitense (Portland, n. 1992)
- Ryan Whiting, pesista statunitense (Harrisburg, n. 1986)

## Piloti automobilistici(5)
- Ryan Briscoe, pilota automobilistico australiano (Sydney, n. 1981)
- Ryan Cullen, pilota automobilistico irlandese (Somerset, n. 1991)
- Ryan Hunter-Reay, pilota automobilistico statunitense (Dallas, n. 1980)
- Ryan Newman, pilota automobilistico statunitense (South Bend, n. 1977)
- Ryan Sharp, ex pilota automobilistico britannico (Newtonhill, n. 1979)

## Piloti motociclistici(2)
- Ryan Dungey, pilota motociclistico statunitense (Belle Plain, n. 1989)
- Ryan Villopoto, pilota motociclistico statunitense (Poulsbo, n. 1988)

## Pistard(2)
- Ryan Bayley, ex pistard australiano (Perth, n. 1982)
- Ryan Owens, pistard britannico (Milton Keynes, n. 1995)

## Politici(2)
- Ryan Costello, politico e avvocato statunitense (Phoenixville, n. 1976)
- Ryan Zinke, politico e ex militare statunitense (Bozeman, n. 1961)

## Produttori discografici(2)
- Roni Size, produttore discografico e disc jockey britannico (Bristol, n. 1969)
- Ryan Lewis, produttore discografico, disc jockey e regista statunitense (Spokane, n. 1988)

## Pugili(2)
- Ryan Burnett, ex pugile britannico (Belfast, n. 1992)
- Ryan García, pugile statunitense (Victorville, n. 1998)

## Rapper(2)
- Rylo Rodriguez, rapper statunitense (Mobile, n. 1993)
- Royce da 5'9", rapper statunitense (Detroit, n. 1977)

## Registi(3)
- Ryan Coogler, regista e sceneggiatore statunitense (Oakland, n. 1986)
- Ryan Fleck, regista e sceneggiatore statunitense (Berkeley, n. 1976)
- Ryan Murphy, regista, produttore televisivo e sceneggiatore statunitense (Indianapolis, n. 1965)

## Rugbisti a 15(7)
- Ryan Baird, rugbista a 15 irlandese (Dublino, n. 1999)
- Ryan Crotty, rugbista a 15 neozelandese (Nelson, n. 1988)
- Ryan Elias, rugbista a 15 britannico (Carmarthen, n. 1995)
- Ryan Grant, rugbista a 15 britannico (Kirkcaldy, n. 1985)
- Ryan Jones, rugbista a 15 britannico (Newport, n. 1981)
- Ryan Lamb, ex rugbista a 15 inglese (Gloucester, n. 1986)
- Ryan Wilson, rugbista a 15 britannico (Aldershot, n. 1989)

## Schermidori(1)
- Ryan Choi, schermidore hongkonghese (Jyutping, n. 1997)

## Sciatori alpini(3)
- Ryan Cochran-Siegle, sciatore alpino statunitense (Burlington, n. 1992)
- Ryan Oughtred, ex sciatore alpino canadese (n. 1975)
- Ryan Semple, ex sciatore alpino canadese (Montréal, n. 1982)

## Sciatori freestyle(1)
- Ryan Regez, sciatore freestyle svizzero (Interlaken, n. 1993)

## Scrittori(2)
- Ryan Gattis, scrittore statunitense (Belleville, n. 1978)
- Ryan David Jahn, scrittore e sceneggiatore statunitense (Arizona, n. 1979)

## Skater(1)
- Ryan Sheckler, skater e personaggio televisivo statunitense (San Clemente, n. 1989)

## Snowboarder(1)
- Ryan Wachendorfer, snowboarder statunitense (Denver, n. 1996)

## Tennisti(3)
- Ryan Harrison, ex tennista statunitense (Shreveport, n. 1992)
- Ryan Peniston, tennista britannico (Southend-on-Sea, n. 1995)
- Ryan Sweeting, ex tennista statunitense (Nassau, n. 1987)

## Triatleti(1)
- Ryan Sissons, triatleta neozelandese (Auckland, n. 1988)

## Trombettisti(1)
- Ryan Anthony, trombettista statunitense (San Diego, n. 1969 - † 2020)

## Velocisti(3)
- Ryan Bailey, velocista e bobbista statunitense (Portland, n. 1989)
- Ryan Willie, velocista statunitense (Baltimora, n. 2002)
- Ryan Zézé, velocista francese (Louviers, n. 1998)

## Wrestler(5)
- Ryan Collins, wrestler statunitense (Sand Springs, n. 1985)
- Ryan Nemeth, wrestler statunitense (Cleveland, n. 1984)
- Konnor, wrestler statunitense (Grand Rapids, n. 1980)
- Ryan Sakoda, wrestler statunitense (Tokyo, n. 1972 - Hacienda Heights, † 2021)
- Chase Stevens, wrestler statunitense (Washington, n. 1979)

## Senza attività specificata(2)
- Ryan Stassel, ex snowboarder statunitense (Anchorage, n. 1992)
- Ryan White,  statunitense (Kokomo, n. 1971 - Indianapolis, † 1990)